# Turnersee
Der Turnersee (bis 1932: Sabladnigsee, slow.: Zablaško Jezero) ist ein Badesee in der Gemeinde St. Kanzian im Südosten Kärntens.

## Beschreibung
Der See liegt wie der Gösselsdorfer See auf der Rückersdorfer Platte. Er ist der Überrest eines nacheiszeitlichen Sees von etwa 9 km² Fläche. Neben dem Turnersee mit heute 44 ha Fläche ist von diesem See nur noch der Tomarteich, ein Teil des Sablatnigmoors bei Eberndorf, als offene Wasserfläche erhalten.

## Tourismus
Rund um den See befinden sich sieben Badestellen, unter anderem von zwei verschiedenen Campingplätzen und einigen Pensionen.

## Geologie
Der See liegt in einem Sander aus Vorstoßschotter. Auf etwa 455 m.ü.A., etwa 30 Meter unter dessen Wasseroberfläche, liegt eine Grundwasser stauende Schicht aus Ton, Tegel und Tegelsanden, welche mit einem Gefälle in Richtung Norden von 7,5‰ liegt. Die Ausdehnung des Grundwasserkörpers reicht weit nach Süden und nach Norden über den Klopeinersee hinaus.
Der Zufluss in den Turnersee beträgt etwa 2,932.800 m³ durch den Niederschlag in seinem Einzugsgebiet (Verdunstung bereits berücksichtigt). Davon fließen 2,106.780 m³ oberflächlich ab. Die Bilanz ergibt, dass 826,020 m³ über den Aquifer abfließen. Aus der Bilanz des Klopeiner Sees und den nachgewiesenen Grundwasseraustritten in jenen, wird geschlossen, dass zumindest ein Teil des Wassers aus dem Turnersee-Einzugsgebiet den Klopeiner See speist.

## Ökologie

### Flora
Auf den Verlandungsflächen befinden sich breite Schilfbestände sowie Kalkflachmoore, letztere mit Mehlprimel, Rosmarin-Weide (Salix repens subsp. rosmarinifolia), Fieberklee und Sumpf-Stendelwurz. Im See wachsen See- und Teichrosen.

### Fauna
Auf den Sumpfflächen kommen Kiebitz, Schwarzkehlchen und Schafstelze vor.
Der See beheimatet einen Edelkrebsbestand (Astacus Astacus). Die Hobbyfischerei ist mit Lizenz erlaubt. Karpfen werden nachbesetzt, sie pflanzen sich jedoch auch natürlich fort. Insgesamt kommen zehn Fischarten vor:
- Hecht (Esox lucius)
- Wels (Silurus glanis)
- Aitel (Leuciscus cephalus)
- Güster (Blicca bjoerkna)
- Brachse (Abramis brama)
- Karpfen (Cyprinus carpio)
- Rotauge (Rutilus rutilus)
- Rotfeder (Scardinius erythrophthalmus)
- Schleie (Tinca tinca)
- Barsch (Perca fluviatilis)

### Wasserbewertung
Das Institut für Seenforschung Kärnten beschreibt den Turnersee 2019 als schwach mesotroph. Dies bedeutet eine leichte bis mittlere Belastung durch Nährstoffe und ein mittleres Pflanzenwachstum. Als Hauptquelle wird die Landwirtschaft in dem 6,27 km² kleinen Einzugsgebiet vermutet. In den Bewertungen für die Jahre 2005 bis 2009 wurde er als oligotroph, also nährstoffarm, ausgewiesen. Die mikrobiologische Badewasserqualität wurde seit 2014 Jährlich mit „Ausgezeichnet“ bewertet. Die Sichttiefe betrug 2018 im Mittel 3,3 Meter.
Im August 2018 war der See unterhalb von 10 Metern Wassertiefe an den beiden Tagen der Probenahme anoxisch. Ende dieses Monats kam es als Folge dessen zu anaeroben Prozessen in der Tiefe und der Bildung von Schwefelwasserstoff.

## Bezeichnung und Geschichte
Der ursprüngliche Name des Gewässers ist Sablatnigsee. Im Jahr 1932 verkaufte die Familie Orsini-Rosenberg den See an den Verein Kärntner Grenzland, der dem Wolfsberger Turnverein zuzuordnen ist. Dieser gab ihm den neuen Namen Turnersee. Der Österreichische Turnerbund hatte 1927 das erste Turnersommerlager am damaligen Sablatnigsee durchgeführt. Es wurde von Karl Hönck geleitet. Hönck trat mit 1. Oktober 1931 der NSDAP und mit 1. Mai 1932 der SS bei. Er wurde 1932 Lagerleiter. Volkstumsarbeit, deutschvölkische Erziehung und vormilitärischer Unterricht standen im Mittelpunkt seiner Schulungen. Die Sommerlager dienten dazu, Jugendliche für das Gedankengut des Nationalsozialismus zu begeistern und die „Heimkehr der Ostmark ins Deutsche Reich“ ideologisch vorzubereiten. Nach dem „Anschluss Österreichs“ berichtete der Kärntner Grenzruf 1940 über diese Lager: „Das Turnerseelager diente in der Systemzeit zur Schulung und zur Ausrichtung der Führer des Turnerbundes auf das große Ziel, das 1938 mit der Heimkehr der Ostmark ins deutsche Reich auch erreicht wurde.“ Nach Höncks Tod im Juli 1986 wurde das Lager nach dem ehemaligen SS-Oberscharführer in Karl-Hönck-Heim umbenannt.
Ab 2016 wurde die mitunter als problematisch wahrgenommene Namensherkunft des Sees und des Heimes mehrmals öffentlich thematisiert. Auch im Jahr 2020 wurde die Namensherkunft des Sees und die Geschichte des Jugendlagers erneut diskutiert, nachdem das Dokumentationsarchiv des österreichischen Widerstandes (DÖW) eine Anzeige bei der Polizei gegen die Betreiber einer Ferienhaus-Website eingebracht hatte. Auf der Website war das oben angeführte Zitat aus der NS-Zeitung Kärntner Grenzruf von 1940 fast wortident in der Beschreibung des Sees wiedergegeben worden. In einem einstimmigen Beschluss der Mitgliederversammlung wurde 2024 entschieden, dem Heim einen neuen, neutralen Namen geben zu wollen.